# إدوين إل. مور
إدوين إل. مور (بالإنجليزية: Edwin L. Moore)‏ هو عالم أمريكي، ولد في 26 مايو 1916 في وينتر هافن في الولايات المتحدة، وتوفي في 10 يوليو 2009.